# Marijampolė
Marijampolė (polsky Mariampol) je město v jižní části Litvy, blízko hranic s Polskem a s Kaliningradskou oblastí. Podle údajů z roku 2009 zde žije 46 692 obyvatel a Marijampolė je tak sedmým největším městem v zemi. Městem protéká řeka Šešupė, jež dělí město na dvě části, které jsou spojeny šesti mosty. V letech 1955–1989 bylo město známé pod názvem Kapsukas podle Vince Kapsuka, zakladatele Litevské komunistické strany.
Město míjí dlouhým obchvatem evropská silnice E67 a prochází jím jediná železniční trať spojující Litvu s Polskem.

## Sport
- FK Sūduva Marijampolė fotbalový klub;
- BC Sūduva-Mantinga basketbalový klub;

## Partnerská města
Město Marijampolė podepsalo smlouvy o spolupráci s těmito městy:
- Suwałki, Polsko
- Piotrków Trybunalski, Polsko
- Rogozno, Polsko
- Bergisch Gladbach, Německo
- Čerňachovsk, Rusko
- Kokkola, Finsko
- Kvam, Norsko
- Viborg, Dánsko